# 1638
Cette page concerne l'année 1638  du calendrier grégorien. Pour l'année 1638 av. J.-C., voir 1638 av. J.-C.
L'année 1638 est une année commune qui commence un vendredi.

## Événements

### Afrique
- 7 mai : les Néerlandais colonisent l'île Maurice[1].
- 25 juin : le capitaine Alonse Goubert pend possession de l'île Diego-Rois (Rodrigues). Première prise de possession des îles Mascareignes par la France[2].
- Vers le 20 juillet : le Normand François Cauche aborde dans la baie de Sainte-Luce sur la côte Sud-Est de Madagascar[3]. Il explore l’intérieur de l'île  pendant quatre ans.
- Premier établissement français fixe à l’embouchure du Sénégal (pointe de Bieurt) établi par le marchand dieppois Thomas Lambert[4]. Les Français s'engagent dans la traite négrière.
- Maroc : Mulay Mohammed, chef des chorfa Alawites du Tafilalet étend sa puissance jusqu’à Laghouat et aux environs de Tlemcen. Mais les Turcs l’obligent à se retirer en deçà de la Tafna[5].

### Amérique
- 14-15 février : Philippe de Lonvilliers de Poincy devient lieutenant-général des îles d'Amériques pour le roi de France[6].
- 26 février[7] : à Boston, William Pierce le capitaine du Desire, construit en 1636 à Marblehead, près de Salem, importe la première cargaison d'esclaves de la Barbade, qu'il échange contre des esclaves amérindiens, les traces écrites établissant la première présence d'esclaves noirs au Massachusetts vers 1638[8].
- 29 mars : fondation de la Nouvelle-Suède, colonie suédoise sur les rives du Delaware[9].
- 22 mars : Anne Hutchinson est bannie de la colonie de la baie du Massachusetts pour hérésie. Elle part pour le Rhode Island[10].
- 3 avril : John Wheelwright (en), exilé de Boston, fonde Exeter (New Hampshire)[11].
- 30 août-3 septembre : l'amiral néerlandais Cornelis Jol échoue à deux reprises dans sa tentative de s'emparer de la flotte des Indes défendue par Carlos de Ibarra à la bataille de Cabañas sur la côte sud de Cuba[12].
- 21 septembre : traité de Hartford[13] ; fin de la guerre contre les Pequots en Nouvelle-Angleterre (Connecticut) commencée en automne 1636. Les Pequots survivants sont dispersés ou vendus comme esclaves. La langue et l'emploi du nom Pequot devient hors-la-loi dans les colonies anglaises.
- Le capitaine écossais Peter Wallace  fonde un établissement en Belize (futur Honduras britannique) pour exploiter le bois de campêche[14].

### Asie
- 4 janvier : les Portugais tentent vainement de sortir de Goa bloqué par la flotte hollandaise[15].
- 28 mars, Ceylan : les Portugais sont battus par le roi de Kandy allié aux Hollandais à la bataille de Gannoruwa[16].
- 8 avril-18 mai, Ceylan : les Hollandais assiègent et prennent le fort de Batticaloa aux Portugais. L'amiral Adam Westerwold signe un traité avec le roi de Kandy Râjasimha II le 23 mai, qui garantit le monopole du commerce de Ceylan aux Hollandais en échange de leur assistance militaire[16].
- 15 avril : les troupes du shogun écrasent définitivement la rébellion de Shimabara[17]. De nombreux chrétiens japonais se réfugient à Macao.
- 8 mai, Scutari : début d'une campagne du sultan ottoman Murat IV contre les Séfévides de Perse[18].
- 27 juin : le patriarche Cyrille Loukaris est destitué et étranglé sur ordre du sultan pour haute trahison[19].
- 13 septembre : Jean-Baptiste Tavernier part de Marseille pour un second voyage en Inde, par Alep et la Perse[20].
- 15 novembre : début du siège de Bagdad par l'armée de Murat IV[18].
- 25 décembre : les Ottomans de Murat IV reprennent Bagdad au chah de Perse[18].
- Le shogun Iemitsu Tokugawa interdit la construction de navires au Japon[21].
- Abolition du devchirmé dans l'Empire ottoman (recrutement d’enfants chrétiens convertis à l’islam pour le corps des janissaires)[22].

### Europe
- 28 février : 
  - mouvement covenantaire en Écosse ; les signataires du National Covenant s’engagent à défendre le presbytérianisme contre toute ingérence étrangère[23]. La « Guerre des évêques » (Bishops’War) qui s’ensuit tourne à l’avantage des Écossais.
  - première bataille de Rheinfelden, qui reste indécise[24].

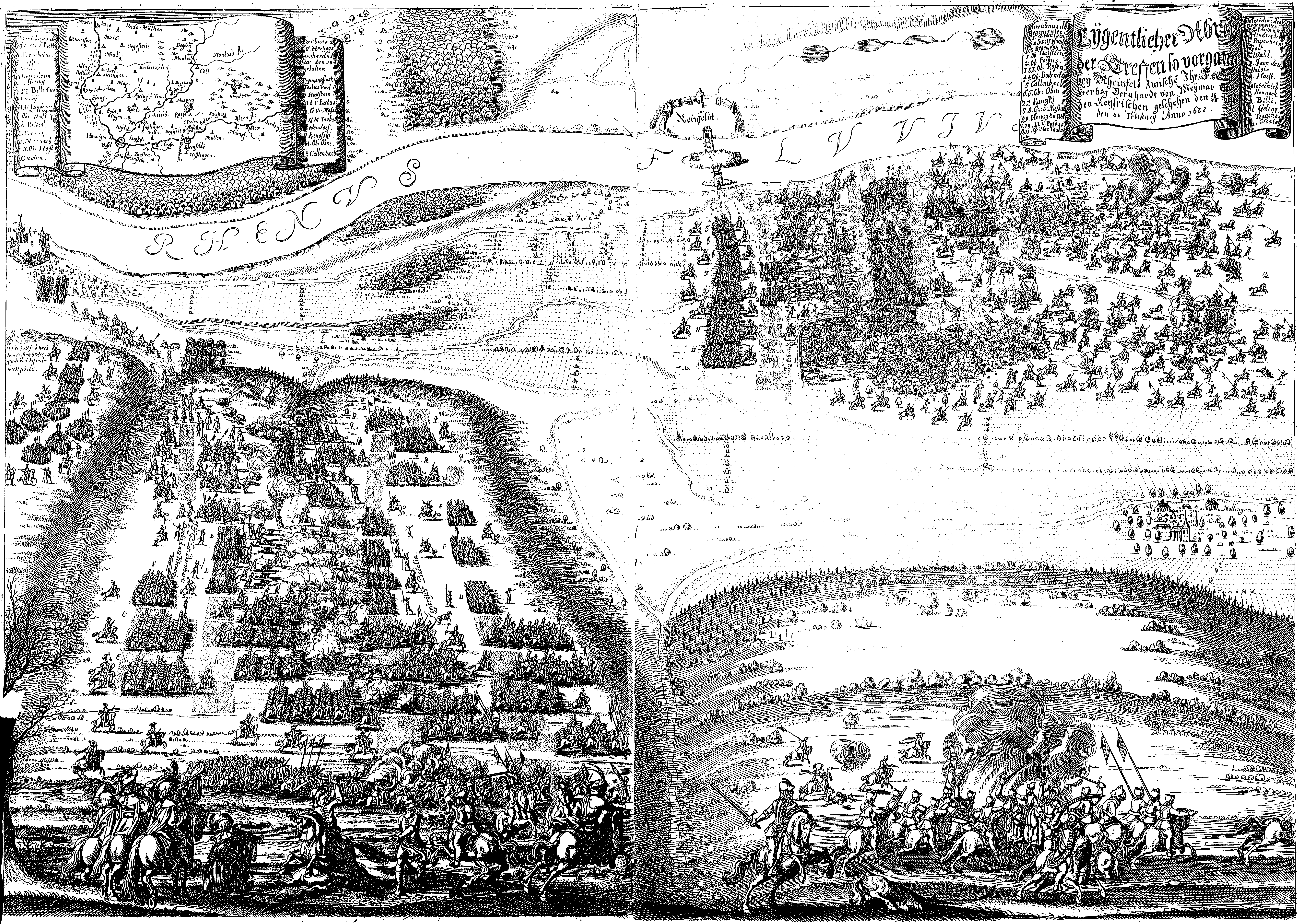
3 mars : bataille de Rheinfelden

- 3 mars : victoire des Français conduit par Bernard de Saxe-Weimar sur les Impériaux de Jean de Werth à la seconde bataille de Rheinfelden[24].
- 6 mars : traité de Hambourg entre la France et la Suède qui ratifie le traité de Wismar de 1636[24].
- 1er mai, Pologne : fermeture du temple, de l’école et de l’imprimerie socinienne (Sozzini) antitrinitaire de Rakow, près de Sandomir, par un décret de la diète[25].
- 25 mai : les maréchaux de la Force et de Châtillon mettent le siège devant Saint-Omer ; le prince Thomas de Savoie les contraint à se retirer le 16 juillet suivant[26].
- 3 juin, Turin : Christine de France (Madame Royale), régente de Savoie, signe un traité d’alliance offensive et défensive avec son frère Louis XIII pour François-Hyacinthe de Savoie, renouvelé le 2 juin 1639 pour Charles-Emmanuel II de Savoie[27].
- 20 juin : victoire Espagnole sur les Hollandais à la bataille de Kallo[28].
- 6 juillet : le marquis de Leganez, gouverneur du Milanais, reprend Verceil[29].
- 6 août : victoire vénitienne sur Alger à la bataille de Valona. Dix-huit vaisseaux de Tunis et d'Alger sont détruits en rade de la Valona[30].

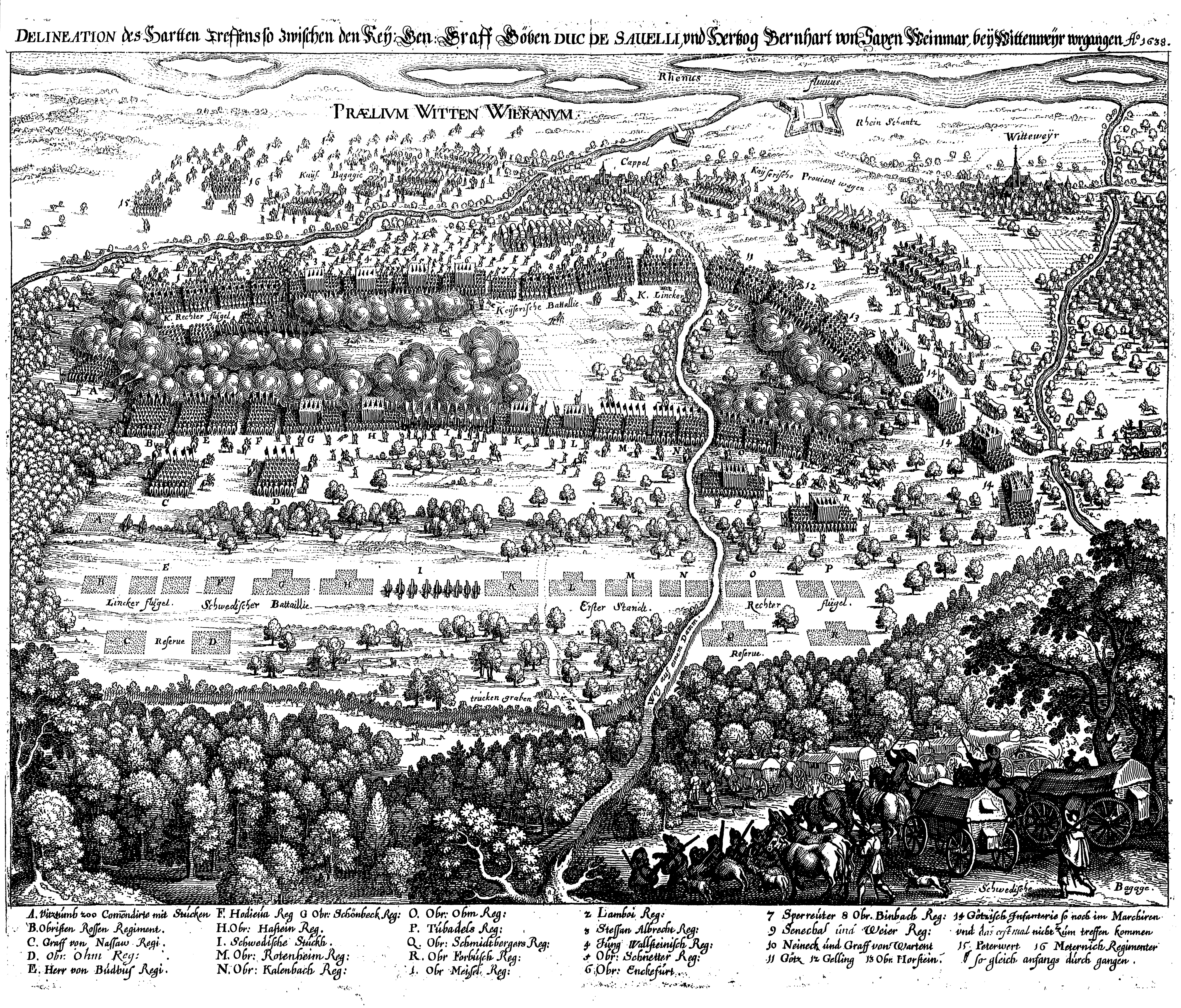
9 août : bataille de Wittenweiher

- 9 août : Bernard de Saxe-Weimar remporte le combat de Wittenweiher sur Johann von Götzen, qui marchait au secours de Brisach[24].
- 22 août : bataille de Guetaria ; victoire navale d’Henri d'Escoubleau de Sourdis sur les Espagnols dans l’Atlantique[31].
- 1er septembre : victoire navale française sur l'Espagne à la bataille de Vado près de Gênes[32].
- 7 septembre : défaite française à la bataille de Fuenterrabía au pays basque[29].
- 14 septembre : reprise du Catelet au nord de Saint-Quentin par François de L'Hospital pour la France[29].
- 4 octobre : Charles-Emmanuel II de Savoie (1634-1675) devient duc de Savoie sous la régence de sa mère Christine de France[33].
- 7 octobre : victoire française de La Valette à Felizzano[29].
- 15 octobre : Bernard de Saxe-Weimar bat le duc de Lorraine à Thann alors qu'il cherchait à rejoindre les Impériaux[24].
- 20 octobre : Bernard de Saxe-Weimar repousse Johann von Götzen à Brisach[24].
- 17-19 décembre : Bernard de Saxe-Weimar prend Brisach et contrôle toute l’Autriche antérieure[24].

- Épidémies en Allemagne (1638-1639)[34].

## Naissances en 1638
- 1er janvier : Antoinette du Ligier de la Garde, Madame Deshoulières, femme de lettres française († 17 février 1694).
- 7 janvier : Philippo Buonanni, jésuite, scientifique et collectionneur italien († 30 mars 1725).
- 10 janvier : Nicolas Sténon, anatomiste et géologue d'origine danoise († 26 novembre 1686).
- 3 juin : Jean-Guillaume Carlier, peintre liégeois († 1er avril 1675).
- 6 juin : Baptême de Gerrit Berckheyde, peintre néerlandais, mort en 1698[35] († 14 juin 1698).
- 14 juillet : Antonio Franchi, peintre baroque italien († 18 juillet 1709).
- Georg Christoph Eimmart, dessinateur, graveur, mathématicien et astronome allemand († 5 janvier 1705).
- 5 septembre : Louis XIV, roi de France, fils de Louis XIII et d'Anne d'Autriche († 1er septembre 1715).
- 14 octobre : baptême de François Bonnemer, peintre, dessinateur et graveur français († juin 1689).
- 31 octobre : Meindert Hobbema, peintre néerlandais († 7 décembre 1709).
- Date précise inconnue : 
  - Luigi Garzi, peintre baroque italien († 1721).
  - Hubert van Ravesteyn, peintre néerlandais († 1691).
  - Edward Ward, avocat et juge anglais († 1714).

## Décès en 1638
- 17 janvier : Antoine de Loménie de La Ville-aux-Clercs, aristocrate et homme politique français (° 1560).
- 24 janvier : Philippe Thibault, prêtre carme français (° 1572).
- ? janvier : René Mézangeau, luthiste et compositeur français (° vers 1568).
- 27 février : Matsudaira Ienobu, samouraï de l'époque Azuchi Momoyama et du début de l'époque d'Edo de l'histoire du Japon (° 1565).
- 6 mars : Paulus Moreelse, peintre et architecte néerlandais (° 1571).
- 15 mars : Jacob Cornelius van Neck, explorateur néerlandais (° 1564).
- 17 mars : Pero de Gamboa, compositeur portugais (° vers 1563).
- 22 mars : Jean de Hohenzollern-Sigmaringen, comte puis prince de Hohenzollern-Sigmaringen (° 17 août 1578).
- 23 mars : Georg Flegel, peintre allemand (° 1566).
- 26 mars : Palamedes Palamedesz, peintre néerlandais (° août 1605).
- 28 mars : Marie Touchet, comtesse d'Entragues, maîtresse du roi Charles IX (° 1549).
- 4 avril : François de Louvencourt, écrivain, poète et historien français (° 26 janvier 1569).
- 7 avril : Shimazu Tadatsune, daimyō appartenant à la famille Shimazu (° 27 novembre 1576).
- 11 avril : Willem Jacobsz. Delff, peintre et graveur néerlandais (° 15 septembre 1580).
- 15 avril : Mariana de San José, moniale espagnole (° 5 août 1568).
- 6 mai : Cornelius Jansen, théologien hollandais, archevêque d'Ypres et professeur à Louvain, fondateur du jansénisme (° 28 octobre 1585).
- 17 mai : Domenico Cresti, peintre italien (° janvier 1559).
- 28 mai : Nicolas Formé, compositeur français (° 26 avril 1567).
- 21 juin : Roland Hébert, archevêque français (° vers 1562).
- 22 juin : Manuel de Portugal, prince héritier de Portugal (° 1568).
- 27 juin : Cyrille Loukaris, patriarche d'Alexandrie (° 13 novembre 1572).
- 28 juin : Pierre du Vair, évêque de Vence (° 1561).
- ? juin : Sarkis Rizzi, religieux libanais, évêque de l'Église maronite (° 1572).
- 1er août : Joachim Wtewael, peintre maniériste flamand (° 1566).
- 10 août :
  - Lucas Osiander le Jeune, théologien allemand, professeur et chancelier de l'université de Tübingen (° 6 mai 1571).
  - Antoine-Henri de Schwarzbourg-Sondershausen, comte de Schwarzbourg-Sondershausen (° 7 octobre 1571).
- 12 août : Johannes Althusius, philosophe et théologien réformé allemand (° 1563).
- 13 août : André Valladier, jésuite, théologien et écrivain français (° 1565).
- 14 août : Bartolomeo Gavanti, religieux italien, général des Barnabites et consulteur de la Congrégation des rites (° 14 août 1569).
- 18 août : Giovanni Andrea Ansaldo, peintre italien (° 1584).
- 19 août : Hildebrand von Kracht, officier brandebourgeois  (° 20 décembre 1573).
- 22 août : Matthaeus Greuter, peintre et graveur allemand (° 1564).
- 29 août : Florence de Verquigneul, moniale bénédictine française (° 24 janvier 1559).
- 9 septembre : André Duval, théologien catholique français (° 15 janvier 1564).
- 19 septembre : Louis Chaduc, antiquaire et collectionneur français (° 1564).
- 24 septembre : Georges-Frédéric de Bade-Durlach, prince du Saint-Empire romain germanique (° 30 janvier 1573).
- 25 septembre : Paul Ardier, financier et amateur d'art français (° 1563).
- Vers septembre : John Wilbye, compositeur anglais (° 7 mars 1574).
- 1er octobre : Joseph Mede, théologien anglican (° 1586)[36].
- 4 octobre : Le petit duc François-Hyacinthe de Savoie (° 1632).
- 14 octobre : Gabriello Chiabrera, poète italien (° 18 juin 1552).
- 16 octobre :
  - François Solier, jésuite et théologien français (° 1558).
  - Jacob van Swanenburgh, peintre, dessinateur et marchand d'art néerlandais (° 21 avril 1571).
- 18 octobre : Willem Blaeu, cartographe néerlandais (° 1571).
- 23 octobre : Jean-Ernest de Saxe-Eisenach, fondateur de la lignée des Saxe-Eisenach (° 9 juillet 1566).
- 10 novembre : Grzegorz Knapski, jésuite, lexicographe et linguiste polonais (° 1561).
- 11 novembre : Cornelis Cornelisz van Haarlem, peintre et dessinateur maniériste néerlandais (° 1562).
- 16 novembre : Edward Cecil, 1er vicomte Wimbledon, commandant militaire et homme politique anglais (° 29 février 1572).
- 19 novembre : Lelio Biscia, cardinal italien (° 15 juin 1575).
- 7 décembre : Epifanio Ferdinando, philosophe et médecin italien (° 2 novembre 1569).
- 8 décembre : Alphonse de Jésus-Marie, carme déchaux espagnol (° 14 juillet 1565).
- 17 décembre : François Leclerc du Tremblay, religieux français (° 4 novembre 1577).
- 23 décembre : Barbara Longhi, peintre italienne (° 21 septembre 1552).

- Date précise inconnue :
  - Antonio Amati, luthier italien (° 1540).
  - Jacques Blanchard, peintre et graveur français (° 1600).
  - Vincenzo Carducci, peintre italien (° 1576).
  - Andrea Commodi, peintre baroque italien (° 1560).
  - Odoardo Fialetti, peintre et graveur italien (° 18 juillet 1573).
  - Jacques Goutière, jurisconsulte et historien français (° 1568).
  - Asdrubale Mattei, mécène et collectionneur d'art italien (° 1556).
  - Honorat de Meynier, militaire catholique, protagoniste des guerres de religion français (° 1570).
  - Dionisio Nencioni di Bartolomeo, architecte italien (° 1559).
  - Sante Peranda, peintre baroque italien de l'école vénitienne (° 1566).
  - Alessandro Piccinini, luthiste, théorbiste et compositeur italien (° 30 décembre 1566).
  - Francis Pilkington, musicien, luthiste et chanteur anglais (° vers 1565).
  - Mikołaj Sapieha, magnat de Pologne-Lituanie (° 1558).
  - Goffredo Wals, peintre baroque, paysagiste allemand (° 1595).
  - John Ward, compositeur anglais (° 1571).

- Vers 1638 :
- Richard Carlton, compositeur anglais (° vers 1558).

- 1638 ou 1639 :
- Richard Nicholson, musicien anglais, premier « professeur de musique Heather » à l'université d'Oxford (° 26 septembre 1563).